# George McLeod Winsor
George McLeod Winsor (Gateshead, 1856 - Isleworth, Middlesex, 27 de julio de 1939) fue un escritor británico.
Sus novelas de ciencia ficción más conocidas son Station X (1919), que narra una invasión psíquica de la Tierra desde Marte, y The Mysterious Disappearances (1926), renombrada como Vanishing Men en 1927, sobre un científico loco que desarrolla un dispositivo de levitación con el fin de secuestrar a sus víctimas. .